# Бриедис, Янис
Янис Бриедис (латыш. Jānis Briedis, 13 августа 1930, Рига — 6 апреля 2008) — советский и латвийский оператор игрового и документального кино.

## Биография
Янис Бриедис родился 13 августа 1930 года в Риге в учительской семье. Окончил Рижскую 23-ю вечернюю среднюю школу. Учился в Москве на семинаре кинооператоров.
Работал на Рижской киностудии (1955—1990). Был ассистентом оператора у Вадима Масса и Моисея Шнейдерова, вторым оператором на фильмах Мариса Рудзитиса. С 1971 года до начала девяностых годов оператор-постановщик документальных фильмов и киножурналов.
Похоронен в Риге на Лесном кладбище.

## Фильмография

### Художественные фильмы
- 1963 — Ты нужен
- 1964 — До осени далеко
- 1966 — Последний жулик
- 1967 — Жаворонки прилетают первыми
- 1968 — Времена землемеров
- 1970 — Насыпь

### Документальные фильмы
- 1972 — Латвия-72
- 1973 — Внимание, природа!
- 1977 — Халатность
- 1980 — Человек, который всем был нужен
- 1983 — И миллионерам надо работать
- 1986 — На троих — платит третий
- 1990 — Паводок